# NGC 7354
NGC 7354 – mgławica planetarna znajdująca się w gwiazdozbiorze Cefeusza. Została odkryta 3 listopada 1787 roku przez Williama Herschela. Mgławica ta jest odległa około 6800 lat świetlnych od Ziemi.